# Odontadenia stemmadeniifolia
Odontadenia stemmadeniifolia är en oleanderväxtart som beskrevs av R. E. Woodson. Odontadenia stemmadeniifolia ingår i släktet Odontadenia och familjen oleanderväxter. Inga underarter finns listade i Catalogue of Life.